# Список глав государств в 1961 году
| 1960 ← Список глав государств по годам → 1962 |

В списке перечислены лидеры государств по состоянию на 1961 год. В том случае, если ведущую роль в государстве играет коммунистическая партия, указан как де-юре глава государства — председатель высшего органа государственной власти, так и де-факто — глава коммунистической партии.
Цветом выделены страны, в которых в данном году произошли смены власти вследствие следующих событий:
- Получение страной независимости;
- Военный переворот, революция, всеобщее восстание ;
- Президентские выборы;
- парламентские выборы, парламентский кризис;
- Смерть одного из руководителей страны;
- Иные причины.

## Азия
|                                                          | Арабские эмираты (протектораты Великобритании)                                                           | |                                                          | | |  |
|                                                          | | Абу-Даби                                                                                                 | Эмир                                                     | Шахбут ибн Султан Аль Нахайян | 1928 год—1966 год |  |
|                                                          | Аджман                                                                                                   | Эмир | Рашид III ибн Хумайд                                     | 1928 год—1981 год | |  |
|                                                          | Дубай | Шейх | Рашид ибн Саид Аль Мактум                                | 1958 год—1971 год | |  |
|                                                          | Рас-эль-Хайма                                                                                            | Эмир | Сакр ибн Мухаммад                                        | 1948 год—2010 год | |  |
|                                                          | Умм-эль-Кайвайн                                                                                          | Эмир | Ахмад II бин Рашид аль-Муалла                            | 1929 год—1981 год | |  |
|                                                          | Эль-Фуджайра                                                                                             | Шейх | Мохаммед бин Хамад                                       | 1938 год—1974 год | |  |
|                                                          | Шарджа                                                                                                   | Шейх | Сакр III бин Султан                                      | 1951 год—1965 год | |  |
|                                                          | Афганистан                                                                                               | Афганистан                                                                                               | Король                                                   | Захир-шах | 1933 год—1973 год |  |
| Премьер-министр                                          | Афганистан                                                                                               | Афганистан                                                                                               | Мухаммед Дауд                                            | 1953 год—1963 год, 1973 год—1978 год | |  |
|                                                          | Бахрейн (протекторат Великобритании)                                                                     | Бахрейн (протекторат Великобритании)                                                                     | Хаким                                                    | Салман ибн Хамад Аль Халифа Иса ибн Салман Аль Халифа | 1942 год—1961 год 1961 год—1971 год |  |
|                                                          | Союз Бирма                                                                                               | Союз Бирма                                                                                               | Президент                                                | Вин Маун | 1957 год—1962 год |  |
| Премьер-министр                                          | Союз Бирма                                                                                               | Союз Бирма                                                                                               | У Ну                                                     | 1948 год—1956 год, 1957 год—1958 год, 1960 год—1962 год | |  |
| Флаг Брунея                                              | Бруней (протекторат Великобритании)                                                                      | Бруней (протекторат Великобритании)                                                                      | Султан                                                   | Омар Али Сайфуддин III | 1950 год—1967 год |  |
|                                                          | Бутан | Бутан | Король                                                   | Джигме Дорджи Вангчук | 1952 год—1972 год |  |
|                                                          | Республика Вьетнам                                                                                       | Республика Вьетнам                                                                                       | Президент                                                | Нго Динь Зьем | 1955 год—1963 год |  |
|                                                          | Демократическая Республика Вьетнам                                                                       | Демократическая Республика Вьетнам                                                                       | Председатель ЦК Партии трудящихся Вьетнама               | Хо Ши Мин | 1951 год—1969 год |  |
| Президент                                                | Демократическая Республика Вьетнам                                                                       | Демократическая Республика Вьетнам                                                                       | 1945 год—1969 год                                        | Хо Ши Мин | |  |
| Премьер-министр                                          | Демократическая Республика Вьетнам                                                                       | Демократическая Республика Вьетнам                                                                       | Фам Ван Донг                                             | 1955 год—1976 год | |  |
| Флаг Израиля                                             | Израиль                                                                                                  | Израиль                                                                                                  | Президент                                                | Ицхак Бен-Цви | 1952 год—1963 год |  |
| Флаг Израиля                                             | Израиль                                                                                                  | Израиль                                                                                                  | Премьер-министр                                          | Давид Бен-Гурион | 1948 год—1954 год, 1955 год—1963 год |  |
|                                                          | Индия | Индия | Президент                                                | Раджендра Прасад | 1950 год—1962 год |  |
| Премьер-министр                                          | Индия | Индия | Джавахарлал Неру                                         | 1947 год—1964 год | |  |
| Флаг Индонезии                                           | Индонезия                                                                                                | Индонезия                                                                                                | Президент                                                | Сукарно | 1945 год—1949 год, 1950 год—1967 год |  |
| Флаг Иордании                                            | Иордания                                                                                                 | Иордания                                                                                                 | Король                                                   | Хусейн ибн Талал | 1952 год—1999 год |  |
| Флаг Иордании                                            | Иордания                                                                                                 | Иордания                                                                                                 | Премьер-министр                                          | Бахджат ат-Тальхуни | 1960 год—1962 год, 1964 год—1965 год, 1967 год—1969 год, 1969 год—1970 год |  |
|                                                          | Ирак | Ирак | Президент                                                | Мухаммед Наджиб ар-Рубаи | 1958 год—1963 год |  |
| Премьер-министр                                          | Ирак | Ирак | Абдель Керим Касем                                       | 1958 год—1963 год | |  |
|                                                          | Иран | Иран | Шах                                                      | Мохаммед Реза Пехлеви | 1941 год—1979 год |  |
| Премьер-министр                                          | Иран | Иран | Джафар Шариф-Эмами Али Амини                             | (1960 год—1961 год, 1978 год) 1961 год—1962 год | |  |
|                                                          | Йеменское королевство                                                                                    | Йеменское королевство                                                                                    | Король                                                   | Ахмед бен Яхья Хамидаддин | 1948 год—1962 год |  |
|                                                          | Йеменские султанаты и шейхства (протекторат Великобритании Аден)                                         | |                                                          | | |  |
|                                                          | | Алави | Шейх                                                     | Салих ибн Сайель аль-Алави | 1940 год—1967 год |  |
|                                                          | Акраби                                                                                                   | Шейх | Махмуд ибн Мухаммад аль-Акраби                           | 1957 год—1967 год | |  |
|                                                          | Аудхали                                                                                                  | султан                                                                                                   | Салих ибн Аль-Хусейн                                     | 1928 год—1967 год | |  |
|                                                          | Верхний Аулаки                                                                                           | Султан                                                                                                   | Авад ибн Салих                                           | 1935 год—1967 год | |  |
|                                                          | Верхняя Яфа                                                                                              | Султан                                                                                                   | Мухаммад II бин Салих аль-Хархара                        | 1948 год—1967 год | |  |
|                                                          | Дали | Эмир | Шафауль III бин Али аль-Амири                            | 1954 год—1967 год | |  |
|                                                          | Касири                                                                                                   | Султан                                                                                                   | Аль-Хусейн ибн Али                                       | 1949 год—1967 год | |  |
|                                                          | Куайти                                                                                                   | Султан                                                                                                   | Авад II ибн Салех аль-Куайти                             | 1956 год—1966 год | |  |
|                                                          | Лахедж                                                                                                   | Султан                                                                                                   | Фадл VI ибн Абд аль-Карим                                | 1958 год—1967 год | |  |
|                                                          | Мафлахи                                                                                                  | Шейх | Аль-Касим ибн Абд аль-Рахман                             | 1920 год—1967 год | |  |
|                                                          | Нижний Аулаки                                                                                            | Султан                                                                                                   | Насир III ибн Айдарус аль-Аулаки                         | 1947 год—1967 год | |  |
|                                                          | Нижняя Яфа                                                                                               | Cултан                                                                                                   | Махмуд ибн Айдарус аль-Афифи                             | 1958 год—1967 год | |  |
|                                                          | Фадли | Cултан                                                                                                   | Абдаллах IV бин Усман аль-Фадли                          | 1941 год—1962 год | |  |
|                                                          | Шаиб | Шейх | Яхья ибн Мухаммад аль-Саклади                            | 1955 год—1963 год | |  |
|                                                          | Камбоджа                                                                                                 | Камбоджа                                                                                                 | Глава государства                                        | Нородом Сианук | 1960 год—1970 год |  |
| Премьер-министр                                          | Камбоджа                                                                                                 | Камбоджа                                                                                                 | Фо Прюнг Пенн Нут Нородом Сианук                         | 1960 год—1961 год (1948 год—1949 год, 1953 год, 1954 год—1955 год, 1961 год, 1968 год—1969 год, 1975 год—1976 год) (1945 год, 1950 год, 1952 год—1953 год, 1954 год, 1955 год—1956 год, 1956 год, 1957 год, 1958 год—1960 год, 1961 год—1962 год) | |  |
|                                                          | Катар (протекторат Великобритании)                                                                       | Катар (протекторат Великобритании)                                                                       | Эмир                                                     | Ахмад бин Али Аль Тани | 1960 год—1972 год |  |
|                                                          | Кипр | Кипр | Президент                                                | Архиепископ Макариос III | 1960 год—1974 год 1974 год—1977 год |  |
|                                                          | Китайская Народная Республика                                                                            | Китайская Народная Республика                                                                            | Генеральный секретарь ЦК Коммунистической партии Китая   | Мао Цзэдун | 1943 год—1976 год |  |
| Председатель                                             | Китайская Народная Республика                                                                            | Китайская Народная Республика                                                                            | Лю Шаоци                                                 | 1959 год—1968 год | |  |
| Премьер Госсовета                                        | Китайская Народная Республика                                                                            | Китайская Народная Республика                                                                            | Чжоу Эньлай                                              | 1949 год—1976 год | |  |
|                                                          | Китайская Республика (Тайвань)                                                                           | Китайская Республика (Тайвань)                                                                           | Президент                                                | Чан Кайши | 1950 год—1975 год |  |
| Председатель Исполнительного Юаня                        | Китайская Республика (Тайвань)                                                                           | Китайская Республика (Тайвань)                                                                           | Чэнь Чэн                                                 | 1950 год—1954 год, 1958 год—1963 год | |  |
|                                                          | Корейская Народно-Демократическая Республика                                                             | Корейская Народно-Демократическая Республика                                                             | Председатель ЦК Трудовой партии Кореи                    | Ким Ир Сен | 1949 год—1966 год |  |
| Председатель кабинета министров                          | Корейская Народно-Демократическая Республика                                                             | Корейская Народно-Демократическая Республика                                                             | 1948 год—1972 год                                        | Ким Ир Сен | |  |
| Председатель Президиума Верховного народного собрания    | Корейская Народно-Демократическая Республика                                                             | Корейская Народно-Демократическая Республика                                                             | Чхве Ён Гон                                              | 1957 год—1972 год | |  |
| Флаг Кувейта                                             | Кувейт Протекторат Великобритании, независимость которого была признана 19 июня 1961 года                | Кувейт Протекторат Великобритании, независимость которого была признана 19 июня 1961 года                | Эмир                                                     | Абдалла ас-Салем ас-Сабах (Абдалла III) | 1961 год—1965 год |  |
|                                                          | Лаос | Лаос | Король                                                   | Саванг Ватхана | 1959 год—1975 год |  |
| Премьер-министр                                          | Лаос | Лаос | Бун Ум                                                   | 1949 год—1950 год, 1960 год—1962 год | |  |
| Флаг Ливана                                              | Ливан | Ливан | Президент                                                | Фуад Шехаб | 1952 год, 1958 год—1964 год |  |
| Флаг Ливана                                              | Ливан | Ливан | Премьер-министр                                          | Саиб Салам Рашид Караме | (1952 год, 1953 год, 1960 год—1961 год, 1970 год—1973 год) (1955 год—1956 год, 1958 год—1960 год, 1961 год—1964 год, 1965 год—1966 год, 1966 год—1968 год, 1969 год—1970 год, 1975 год—1976 год, 1984 год—1987 год) |  |
|                                                          | Малайская Федерация                                                                                      | Малайская Федерация                                                                                      | Янг ди-Пертуан Агонг (Верховный глава)                   | Сайед Путра | 1960 год—1965 год |  |
| Премьер-министр                                          | Малайская Федерация                                                                                      | Малайская Федерация                                                                                      | Абдул Рахман                                             | 1957 год—1970 год | |  |
|                                                          | Мальдивы (протекторат Великобритании)                                                                    | Мальдивы (протекторат Великобритании)                                                                    | Король                                                   | Мухаммед Фарид Диди | 1954 год—1968 год |  |
| Премьер-министр                                          | Мальдивы (протекторат Великобритании)                                                                    | Мальдивы (протекторат Великобритании)                                                                    | Ибрагим Насир                                            | 1957 год—1968 год | |  |
|                                                          | Монгольская Народная Республика                                                                          | Монгольская Народная Республика                                                                          | Первый секретарь ЦК Монгольской народной партии          | Юмжагийн Цеденбал | 1958 год—1984 год |  |
| Председатель Совета министров                            | Монгольская Народная Республика                                                                          | Монгольская Народная Республика                                                                          | 1952 год—1974 год                                        | Юмжагийн Цеденбал | |  |
| Председатель Президиума Великого Государственного Хурала | Монгольская Народная Республика                                                                          | Монгольская Народная Республика                                                                          | Жамсарангийн Самбу                                       | 1954 год—1972 год | |  |
|                                                          | Непал | Непал | Король                                                   | Махендра | 1955 год—1972 год |  |
| Премьер-министр                                          | Непал | Непал | Тулси Гири                                               | 1960 год—1963 год, 1964 год—1965 год, 1975 год—1977 год | |  |
|                                                          | Оман (протекторат Великобритании)                                                                        | Оман (протекторат Великобритании)                                                                        | Султан                                                   | Саид бин Таймур | 1932 год—1970 год |  |
| Флаг Пакистана                                           | Пакистан                                                                                                 | Пакистан                                                                                                 | Президент                                                | Мухаммед Айюб Хан | 1958 год—1969 год |  |
| Флаг Пакистана                                           | | Дир | Наваб                                                    | Мохаммад Шах Хосру Хан | 1960 год—1969 год |  |
| Флаг Пакистана                                           | | Хунза | мир                                                      | Мухаммад Джамаль Хан | 1945 год—1974 год |  |
|                                                          | Саудовская Аравия                                                                                        | Саудовская Аравия                                                                                        | Король                                                   | Сауд ибн Абдул-Азиз | 1953 год—1964 год |  |
| Премьер-министр                                          | Саудовская Аравия                                                                                        | Саудовская Аравия                                                                                        | 1953 год—1954 год, 1960 год—1962 год                     | Сауд ибн Абдул-Азиз | |  |
|                                                          | Сикким                                                                                                   | Сикким                                                                                                   | Чогьял                                                   | Таши Намгьял | 1914 год—1963 год |  |
|                                                          | Сирия Вышла из состава Объединённой Арабской Республики 28 сентября 1961 года после переворота в Дамаске | Сирия Вышла из состава Объединённой Арабской Республики 28 сентября 1961 года после переворота в Дамаске | Президент                                                | Кузбари, Маамун Кузбари (и. о.) Иззат ан-Нусс (и. о.) Назим аль-Кудси | 1961 год 1961 год 1961 год—1963 год |  |
| Премьер-министр                                          | Сирия Вышла из состава Объединённой Арабской Республики 28 сентября 1961 года после переворота в Дамаске | Сирия Вышла из состава Объединённой Арабской Республики 28 сентября 1961 года после переворота в Дамаске | Кузбари, Маамун Кузбари Иззат ан-Нусс Мааруф ад-Давалиби | 1961 год 1961 год 1961 год—1962 год | |  |
| Флаг Таиланда                                            | Таиланд                                                                                                  | Таиланд                                                                                                  | Король                                                   | Рама IX (Пхумипон Адульядет) | 1946 год—2016 год |  |
| Флаг Таиланда                                            | Таиланд                                                                                                  | Таиланд                                                                                                  | Премьер-министр                                          | Сарит Танарат | 1958 год—1963 год |  |
|                                                          | Турция                                                                                                   | Турция                                                                                                   | Президент                                                | Комитет национального единства Джемаль Гюрсель | 1960 год—1961 год 1961 год—1966 год |  |
| Премьер-министр                                          | Турция                                                                                                   | Турция                                                                                                   | Джемаль Гюрсель Эмин Оздилек (и. о.) Исмет Инёню         | 1960 год—1961 год 1961 год (1923 год—1924 год, 1925 год—1937 год, 1961 год—1965 год) | |  |
|                                                          | Филиппины                                                                                                | Филиппины                                                                                                | Президент                                                | Карлос Полестико Гарсия Диосдадо Макапагал | 1957 год—1961 год 1961 год—1965 год |  |
|                                                          | Цейлон (доминион Великобритании)                                                                         | Цейлон (доминион Великобритании)                                                                         | Королева                                                 | Елизавета II | 1952 год—1972 год |  |
| Генерал-губернатор                                       | Цейлон (доминион Великобритании)                                                                         | Цейлон (доминион Великобритании)                                                                         | Оливер Эрнест Гунетиллеке                                | 1954 год—1962 год | |  |
| Премьер-министр                                          | Цейлон (доминион Великобритании)                                                                         | Цейлон (доминион Великобритании)                                                                         | Сиримаво Бандаранаике                                    | 1960 год—1965 год, 1970 год—1977 год, 1994 год—2000 год | |  |
|                                                          | Южная Корея                                                                                              | Южная Корея                                                                                              | Президент                                                | Юн Бо Сон | 1960 год—1962 год |  |
| Премьер-министр                                          | Южная Корея                                                                                              | Южная Корея                                                                                              | Чан Мён Чан До Ён Сон Ё Чхан                             | (1950 год—1952 год, 1960 год—1961 год) 1961 год 1961 год—1962 год | |  |
|                                                          | Япония                                                                                                   | Япония                                                                                                   | Император                                                | Хирохито (император Сёва) | 1926 год—1989 год |  |
| Премьер-министр                                          | Япония                                                                                                   | Япония                                                                                                   | Хаято Икэда                                              | 1960 год—1964 год | |  |

## Африка
| Флаг | Страна | Страна | Должность                                 | Имя                                    | Начало и конец срока                                     | Фото |
| --- | --- | --- | ----------------------------------------- | -------------------------------------- | -------------------------------------------------------- | ---- |
| Флаг Кот-д’Ивуара | Берег Слоновой Кости | Берег Слоновой Кости | Президент                                 | Феликс Уфуэ-Буаньи                     | 1960 год—1993 год                                        |      |
| | Буганда (протекторат Великобритании) | Буганда (протекторат Великобритании) | кабака                                    | Мутеса II                              | 1939 год—1962 год                                        |      |
| | Бурунди (Подопечная территория ООН) | Бурунди (Подопечная территория ООН) | Мвами (король)                            | Мвамбутса IV                           | 1915 год—1966 год                                        |      |
| Премьер-министр | Бурунди (Подопечная территория ООН) | Бурунди (Подопечная территория ООН) | Жозеф Симпайе Луи Рвагасоре Андре Мухирва | 1961 год 1961 год 1961 год—1963 год    |                                                          |      |
| | Верхняя Вольта | Верхняя Вольта | Президент                                 | Морис Ямеого                           | 1960 год—1966 год                                        |      |
| Флаг Габона | Габон | Габон | Президент                                 | Леон Мба                               | 1960 год—1967 год                                        |      |
| Флаг Габона | Габон | Габон | Премьер-министр                           | Леон Мба                               | 1960 год—1961 год                                        |      |
| Флаг Ганы | Гана | Гана | Президент                                 | Кваме Нкрума                           | 1960 год—1966 год                                        |      |
| Флаг Гвинеи | Гвинея | Гвинея | Президент                                 | Ахмед Секу Туре                        | 1958 год—1984 год                                        |      |
| | Дагомея | Дагомея | Президент                                 | Кутуку Юбер Мага                       | 1960 год—1963 год 1970 год—1972 год                      |      |
| | Занзибар (протекторат Великобритании) | Занзибар (протекторат Великобритании) | Султан                                    | Абдуллах ибн Халифа                    | 1960 год—1963 год                                        |      |
| | Камерун с 1 октября 1961 года Федеративная Республика Камерун | Камерун с 1 октября 1961 года Федеративная Республика Камерун | Президент                                 | Ахмаду Ахиджо                          | 1960 год—1982 год                                        |      |
| Премьер-министр | Камерун с 1 октября 1961 года Федеративная Республика Камерун | Камерун с 1 октября 1961 года Федеративная Республика Камерун | Шарль Ассале                              | 1960 год—1961 год                      |                                                          |      |
| Премьер-министр (Восточный Камерун) | Камерун с 1 октября 1961 года Федеративная Республика Камерун | Камерун с 1 октября 1961 года Федеративная Республика Камерун | Шарль Ассале                              | 1961 год—1965 год                      |                                                          |      |
| Премьер-министр (Западный Камерун) | Камерун с 1 октября 1961 года Федеративная Республика Камерун | Камерун с 1 октября 1961 года Федеративная Республика Камерун | Джон Нгу Фонча                            | 1961 год—1965 год                      |                                                          |      |
| | Катанга | Катанга | Президент                                 | Моиз Чомбе                             | 1960 год—1963 год                                        |      |
| | Конго (Конго-Браззавиль) | Конго (Конго-Браззавиль) | Президент                                 | Фюльбер Юлу                            | 1960 год—1963 год                                        |      |
| | Конго (Конго-Леопольдвиль) | Конго (Конго-Леопольдвиль) | Президент                                 | Жозеф Касавубу                         | 1960 год—1965 год                                        |      |
| Председатель Коллегии государственных комиссаров | Конго (Конго-Леопольдвиль) | Конго (Конго-Леопольдвиль) | Жан-Жюстен Мари Бомбоко                   | 1960 год—1961 год                      |                                                          |      |
| Премьер-министр | Конго (Конго-Леопольдвиль) | Конго (Конго-Леопольдвиль) | Жозеф Илео Сирил Адула                    | (1960 год, 1961 год) 1961 год—1964 год |                                                          |      |
| | Либерия | Либерия | Президент                                 | Уильям Табмен                          | 1944 год—1971 год                                        |      |
| | Ливия | Ливия | Король                                    | Идрис I                                | 1951 год—1969 год                                        |      |
| Премьер-министр | Ливия | Ливия | Мухаммед Осман Саид                       | 1960 год—1963 год                      |                                                          |      |
| | Мавритания | Мавритания | Президент                                 | Моктар ульд Дадда                      | 1960 год—1978 год                                        |      |
| Премьер-министр | Мавритания | Мавритания | 1960 год—1961 год                         | Моктар ульд Дадда                      |                                                          |      |
| Флаг Мадагаскара | Мадагаскар | Мадагаскар | Президент                                 | Филибер Циранана                       | 1959 год—1972 год                                        |      |
| Флаг Мали | Мали | Мали | Президент                                 | Модибо Кейта                           | 1960 год—1968 год                                        |      |
| Флаг Мали | Мали | Мали | Премьер-министр                           | Модибо Кейта                           | 1960 год—1965 год                                        |      |
| Флаг Марокко | Марокко | Марокко | Король                                    | Мухаммед V Хасан II                    | 1957 год—1961 год 1961 год—1999 год                      |      |
| Флаг Марокко | Марокко | Марокко | Премьер-министр                           | Мухаммед V Хасан II                    | 1960 год—1961 год (1961 год—1963 год, 1965 год—1967 год) |      |
| Флаг Нигера | Нигер | Нигер | Президент                                 | Амани Диори                            | 1960 год—1974 год                                        |      |
| Флаг Нигерии | Нигерия | Нигерия | Королева                                  | Елизавета II                           | 1960 год—1963 год                                        |      |
| Флаг Нигерии | Нигерия | Нигерия | Генерал-губернатор                        | Ннамди Азикиве                         | 1960 год—1963 год                                        |      |
| Флаг Нигерии | Нигерия | Нигерия | Премьер-министр                           | Абубакар Тафава Балева                 | 1960 год—1966 год                                        |      |
| | Объединённая Арабская Республика Распалась 28 сентября 1961 года после переворота в Дамаске и выхода Сирии из состава ОАР. Египет восстановил свой суверенитет 28 сентября 1961 года, но сохранил официальное название ОАР | Объединённая Арабская Республика Распалась 28 сентября 1961 года после переворота в Дамаске и выхода Сирии из состава ОАР. Египет восстановил свой суверенитет 28 сентября 1961 года, но сохранил официальное название ОАР | Президент                                 | Гамаль Абдель Насер                    | 1958 год—1970 год                                        |      |
| Премьер-министр | Объединённая Арабская Республика Распалась 28 сентября 1961 года после переворота в Дамаске и выхода Сирии из состава ОАР. Египет восстановил свой суверенитет 28 сентября 1961 года, но сохранил официальное название ОАР | Объединённая Арабская Республика Распалась 28 сентября 1961 года после переворота в Дамаске и выхода Сирии из состава ОАР. Египет восстановил свой суверенитет 28 сентября 1961 года, но сохранил официальное название ОАР | 1958 год—1962 год, 1967 год—1970 год      | Гамаль Абдель Насер                    |                                                          |      |
| | Руанда (Подопечная территория ООН) | Руанда (Подопечная территория ООН) | мвами                                     | Кигели V                               | 1959 год—1961 год                                        |      |
| Президент | Руанда (Подопечная территория ООН) | Руанда (Подопечная территория ООН) | Доминик Мбоньюмутва Грегуар Кайибанда     | 1961 год 1961 год—1973 год             |                                                          |      |
| Премьер-министр Руанды | Руанда (Подопечная территория ООН) | Руанда (Подопечная территория ООН) | Грегуар Кайибанда                         | 1961 год—1962 год                      |                                                          |      |
| | Салум (с 1960 года протекторат Сенегала) | Салум (с 1960 года протекторат Сенегала) | маад                                      | Фоде Но Гуйе Диуф                      | 1935 год—1969 год                                        |      |
| | Свазиленд (протекторат Великобритании) | Свазиленд (протекторат Великобритании) | нгвеньяма (король)                        | Собуза II                              | 1899 год—1982 год                                        |      |
| Флаг Сенегала | Сенегал | Сенегал | Президент                                 | Леопольд Седар Сенгор                  | 1960 год—1980 год                                        |      |
| Флаг Сенегала | Сенегал | Сенегал | Премьер-министр                           | Мамаду Диа                             | 1960 год—1962 год                                        |      |
| Флаг Сомали | Сомали | Сомали | Президент                                 | Аден Абдулла Осман Даар                | 1960 год—1967 год                                        |      |
| Флаг Сомали | Сомали | Сомали | Премьер-министр                           | Абдирашид Али Шермак                   | 1960 год—1964 год                                        |      |
| | Судан | Судан | Президент                                 | Ибрахим Аббуд                          | 1958 год—1964 год                                        |      |
| Премьер-министр | Судан | Судан | 1958 год—1964 год                         | Ибрахим Аббуд                          |                                                          |      |
| Флаг Сьерра-Леоне | Сьерра-Леоне Протекторат Великобритании, получивший независимость 27 апреля 1961 года | Сьерра-Леоне Протекторат Великобритании, получивший независимость 27 апреля 1961 года | Королева                                  | Елизавета II                           | 1961 год—1971 год                                        |      |
| Флаг Сьерра-Леоне | Сьерра-Леоне Протекторат Великобритании, получивший независимость 27 апреля 1961 года | Сьерра-Леоне Протекторат Великобритании, получивший независимость 27 апреля 1961 года | Генерал-губернатор                        | Морис Генри Дорман                     | 1961 год—1962 год                                        |      |
| Флаг Сьерра-Леоне | Сьерра-Леоне Протекторат Великобритании, получивший независимость 27 апреля 1961 года | Сьерра-Леоне Протекторат Великобритании, получивший независимость 27 апреля 1961 года | Премьер-министр                           | Милтон Маргаи                          | 1961 год—1964 год                                        |      |
| | Танганьика Подмандатная территория Великобритании, получившая независимость 9 декабря 1961 года | Танганьика Подмандатная территория Великобритании, получившая независимость 9 декабря 1961 года | Королева                                  | Елизавета II                           | 1961 год—1962 год                                        |      |
| Генерал-губернатор | Танганьика Подмандатная территория Великобритании, получившая независимость 9 декабря 1961 года | Танганьика Подмандатная территория Великобритании, получившая независимость 9 декабря 1961 года | Ричард Тёрнбулл                           | 1961 год—1962 год                      |                                                          |      |
| Премьер-министр | Танганьика Подмандатная территория Великобритании, получившая независимость 9 декабря 1961 года | Танганьика Подмандатная территория Великобритании, получившая независимость 9 декабря 1961 года | Джулиус Ньерере                           | 1961 год—1962 год                      |                                                          |      |
| Флаг Того | Того | Того | Президент                                 | Силванус Олимпио                       | 1960 год—1963 год                                        |      |
| Флаг Того | Того | Того | Премьер-министр                           | Силванус Олимпио                       | 1960 год—1961 год                                        |      |
| | Тунис | Тунис | Президент                                 | Хабиб Бургиба                          | 1957 год—1987 год                                        |      |
| | Центральноафриканская Республика | Центральноафриканская Республика | Президент                                 | Давид Дако                             | 1960 год—1966 год, 1979 год—1981 год                     |      |
| Флаг Чада | Чад | Чад | Президент                                 | Франсуа Томбалбай                      | 1960 год—1975 год                                        |      |
| Флаг Чада | Чад | Чад | Премьер-министр                           | Франсуа Томбалбай                      | 1959 год—1975 год                                        |      |
| | Эфиопия | Эфиопия | Император                                 | Хайле Селассие                         | 1930 год—1936 год, 1941 год—1974 год                     |      |
| Премьер-министр | Эфиопия | Эфиопия | Аклилу Хабте Вольде                       | 1961 год—1974 год                      |                                                          |      |
| | Южно-Африканская Республика Провозглашена 31 мая 1961 года, вышла из Содружества наций | Южно-Африканская Республика Провозглашена 31 мая 1961 года, вышла из Содружества наций | Королева                                  | Елизавета II                           | 1952 год—1961 год                                        |      |
| Генерал-губернатор | Южно-Африканская Республика Провозглашена 31 мая 1961 года, вышла из Содружества наций | Южно-Африканская Республика Провозглашена 31 мая 1961 года, вышла из Содружества наций | Чарльз Роббертс Сварт                     | 1959 год—1961 год                      |                                                          |      |
| Государственный президент | Южно-Африканская Республика Провозглашена 31 мая 1961 года, вышла из Содружества наций | Южно-Африканская Республика Провозглашена 31 мая 1961 года, вышла из Содружества наций | Чарльз Роббертс Сварт                     | 1961 год—1967 год                      |                                                          |      |
| Премьер-министр | Южно-Африканская Республика Провозглашена 31 мая 1961 года, вышла из Содружества наций | Южно-Африканская Республика Провозглашена 31 мая 1961 года, вышла из Содружества наций | Хендрик Фервурд                           | 1958 год—1966 год                      |                                                          |      |
| | Южное Касаи | Южное Касаи | Президент                                 | Альбер Калонджи                        | 1960 год—1961 год                                        |      |
| В декабре 1961 года войска центрального конголезского правительства захватили Южное Касаи; государство упразднено, его территория вошла в состав Республики Конго (Леопольдвиль) | Южное Касаи | Южное Касаи |                                           |                                        |                                                          |      |

## Европа
| Флаг                                                          | Страна                                    | Страна                                    | Должность                                                            | Имя | Начало и конец срока | Фото |
| ------------------------------------------------------------- | ----------------------------------------- | ----------------------------------------- | -------------------------------------------------------------------- | --- | --- | ---- |
| Флаг Австрии                                                  | Австрия                                   | Австрия                                   | Федеральный президент                                                | Адольф Шерф                                                                                                  | 1957 год—1965 год |      |
| Флаг Австрии                                                  | Австрия                                   | Австрия                                   | Федеральный канцлер                                                  | Юлиус Рааб Альфонс Горбах                                                                                    | 1953 год—1961 год 1961 год—1964 год |      |
|                                                               | Албания                                   | Албания                                   | Первый секретарь Центрального Комитета                               | Энвер Ходжа                                                                                                  | 1941 год—1985 год |      |
| Председатель Президиума Народного собрания                    | Албания                                   | Албания                                   | Хаджи Леши                                                           | 1953 год—1982 год                                                                                            | |      |
| Председатель Совета министров                                 | Албания                                   | Албания                                   | Мехмет Шеху                                                          | 1954 год—1981 год                                                                                            | |      |
| Флаг Андорры                                                  | Андорра                                   | Андорра                                   | Соправители                                                          | Шарль Де Голль Президент Французской Республики                                                              | 1959 год—1969 год |      |
| Флаг Андорры                                                  | Андорра                                   | Андорра                                   | Соправители                                                          | Рамон Иглеисас-и-Навори Епископ Урхельский                                                                   | 1943 год—1969 год |      |
| Флаг Бельгии                                                  | Бельгия                                   | Бельгия                                   | Король                                                               | Бодуэн | 1951 год—1993 год |      |
| Флаг Бельгии                                                  | Бельгия                                   | Бельгия                                   | Премьер-министр                                                      | Гастон Эйскенс Теодор Лефевр                                                                                 | (1949 год—1950 год, 1958 год—1961 год, 1968 год—1973 год) 1961 год—1965 год                                                             |      |
|                                                               | Народная Республика Болгария              | Народная Республика Болгария              | Генеральный (Первый) секретарь ЦК Болгарской коммунистической партии | Тодор Живков                                                                                                 | 1954 год—1989 год |      |
| Председатель Президиума Народного собрания                    | Народная Республика Болгария              | Народная Республика Болгария              | Димитр Ганев                                                         | 1958 год—1964 год                                                                                            | |      |
| Председатель Совета министров                                 | Народная Республика Болгария              | Народная Республика Болгария              | Антон Югов                                                           | 1956 год—1962 год                                                                                            | |      |
| Флаг Ватикана                                                 | Ватикан                                   | Ватикан                                   | Папа                                                                 | Иоанн XXIII                                                                                                  | 1958 год—1963 год |      |
| Флаг Ватикана                                                 | Ватикан                                   | Ватикан                                   | Государственный секретарь                                            | кардинал Доменико Тардини кардинал Амлето Джованни Чиконьяни                                                 | 1958 год—1961 год 1961 год—1969 год |      |
|                                                               | Великобритания                            | Великобритания                            | Королева                                                             | Елизавета II                                                                                                 | 1952 год—2022 год |      |
| Премьер-министр                                               | Великобритания                            | Великобритания                            | Гарольд Макмиллан                                                    | 1957 год—1963 год                                                                                            | |      |
| Флаг Венгрии                                                  | Венгерская Народная Республика            | Венгерская Народная Республика            | Генеральный секретарь ЦК Венгерской социалистической рабочей партии  | Янош Кадар                                                                                                   | 1956 год—1988 год |      |
| Флаг Венгрии                                                  | Венгерская Народная Республика            | Венгерская Народная Республика            | Председатель Президиума Венгерской Народной Республики               | Иштван Доби                                                                                                  | 1952 год—1967 год |      |
| Флаг Венгрии                                                  | Венгерская Народная Республика            | Венгерская Народная Республика            | Председатель Совета министров                                        | Ференц Мюнних Янош Кадар                                                                                     | 1958 год—1961 год (1956 год—1958 год, 1961 год—1965 год)                                                                                |      |
|                                                               | Германская Демократическая Республика     | Германская Демократическая Республика     | Генеральный секретарь ЦК Социалистической единой партия Германии     | Вальтер Ульбрихт                                                                                             | 1950 год—1971 год |      |
| Председатель Государственного совета                          | Германская Демократическая Республика     | Германская Демократическая Республика     | 1960 год—1973 год                                                    | Вальтер Ульбрихт                                                                                             | |      |
| Председатель правительства                                    | Германская Демократическая Республика     | Германская Демократическая Республика     | Отто Гротеволь                                                       | 1949 год—1964 год                                                                                            | |      |
|                                                               | Греция                                    | Греция                                    | Король                                                               | Павел I | 1947 год—1964 год |      |
| Премьер-министр                                               | Греция                                    | Греция                                    | Константинос Караманлис Константинос Довас                           | (1955 год—1958 год, 1958 год—1961 год, 1961 год—1963 год, 1974 год—1980 год) 1961 год                        | |      |
| Флаг Дании                                                    | Дания                                     | Дания                                     | Король                                                               | Фредерик IX                                                                                                  | 1947 год—1972 год |      |
| Флаг Дании                                                    | Дания                                     | Дания                                     | Премьер-министр                                                      | Вигго Кампманн                                                                                               | 1960 год—1962 год |      |
| Флаг Ирландии                                                 | Ирландия                                  | Ирландия                                  | Президент                                                            | Имон де Валера                                                                                               | 1959 год—1973 год |      |
| Флаг Ирландии                                                 | Ирландия                                  | Ирландия                                  | Премьер-министр (тишек)                                              | Шон Лемассн                                                                                                  | 1959 год—1966 год |      |
| Флаг Исландии                                                 | Исландия                                  | Исландия                                  | Президент                                                            | Аусгейр Аусгейрссон                                                                                          | 1952 год—1968 год |      |
| Флаг Исландии                                                 | Исландия                                  | Исландия                                  | Премьер-министр                                                      | Оулавюр Триггвасон Торс Бьярни Бенедиктссон                                                                  | (1942 год, 1944 год—1947 год, 1949 год—1950 год, 1953 год—1956 год, 1959 год—1961 год, 1962 год—1963 год) (1961 год, 1963 год—1970 год) |      |
|                                                               | Испания                                   | Испания                                   | Каудильо                                                             | Франсиско Франко                                                                                             | 1936 год—1975 год |      |
| Премьер-министр                                               | Испания                                   | Испания                                   | 1938 год—1973 год                                                    | Франсиско Франко                                                                                             | |      |
|                                                               | Италия                                    | Италия                                    | Президент                                                            | Джованни Гронки                                                                                              | 1955 год—1962 год |      |
| Премьер-министр                                               | Италия                                    | Италия                                    | Аминторе Фанфани                                                     | 1954 год, 1958 год—1959 год, 1960 год—1963 год, 1982 год—1983 год, 1987 год                                  | |      |
|                                                               | Лихтенштейн                               | Лихтенштейн                               | Князь                                                                | Франц Иосиф II                                                                                               | 1938 год—1989 год |      |
| Премьер-министр                                               | Лихтенштейн                               | Лихтенштейн                               | Александр Фрик                                                       | 1945 год—1962 год                                                                                            | |      |
| Флаг Люксембурга                                              | Люксембург                                | Люксембург                                | Великая герцогиня                                                    | Шарлотта | 1919 год—1964 год |      |
| Флаг Люксембурга                                              | Люксембург                                | Люксембург                                | Премьер-министр                                                      | Пьер Вернер                                                                                                  | 1959 год—1974 год, 1979 год—1984 год |      |
| Флаг Монако                                                   | Монако                                    | Монако                                    | Князь                                                                | Ренье III | 1949 год—2005 год |      |
| Флаг Монако                                                   | Монако                                    | Монако                                    | Премьер-министр                                                      | Эмиль Пеллетье                                                                                               | 1959 год—1962 год |      |
| Флаг Нидерландов                                              | Нидерланды                                | Нидерланды                                | Королева                                                             | Юлиана | 1948 год—1980 год |      |
| Флаг Нидерландов                                              | Нидерланды                                | Нидерланды                                | Премьер-министр                                                      | Ян Де Квай                                                                                                   | 1959 год—1963 год |      |
| Флаг Норвегии                                                 | Норвегия                                  | Норвегия                                  | Король                                                               | Улаф V | 1957 год—1991 год |      |
| Флаг Норвегии                                                 | Норвегия                                  | Норвегия                                  | Премьер-министр                                                      | Эйнар Герхардсен                                                                                             | 1945 год—1951 год, 1955 год—1963 год, 1963 год—1965 год                                                                                 |      |
| Флаг Польши                                                   | Польская Народная Республика              | Польская Народная Республика              | Председатель ЦК Польской объединенной рабочей партии                 | Владислав Гомулка                                                                                            | 1956 год—1970 год |      |
| Флаг Польши                                                   | Польская Народная Республика              | Польская Народная Республика              | Председатель Государственного совета                                 | Александр Завадский                                                                                          | 1952 год—1964 год |      |
| Флаг Польши                                                   | Польская Народная Республика              | Польская Народная Республика              | Председатель Совета министров                                        | Юзеф Циранкевич                                                                                              | 1954 год—1970 год |      |
|                                                               | Португалия                                | Португалия                                | Президент                                                            | Америку де Деуш Томаш                                                                                        | 1958 год—1974 год |      |
| Премьер-министр                                               | Португалия                                | Португалия                                | Антониу ди Салазар                                                   | 1932 год—1968 год                                                                                            | |      |
|                                                               | Румынская Народная Республика             | Румынская Народная Республика             | Генеральный (первый) секретарь ЦК Румынской коммунистической партии  | Георге Георгиу-Деж                                                                                           | 1944 год—1954 год, 1955 год—1965 год |      |
| Председатель Президиума Великого национального собрания       | Румынская Народная Республика             | Румынская Народная Республика             | Ион Георге Маурер                                                    | 1958 год—1961 год                                                                                            | |      |
| Председатель Государственного Совета                          | Румынская Народная Республика             | Румынская Народная Республика             | Георге Георгиу-Деж                                                   | 1961 год—1965 год                                                                                            | |      |
| Премьер-министр                                               | Румынская Народная Республика             | Румынская Народная Республика             | Киву Стойка Ион Георге Маурер                                        | 1955 год—1961 год 1961 год—1974 год                                                                          | |      |
| Флаг Сан-Марино                                               | Сан-Марино                                | Сан-Марино                                | Капитаны-регенты                                                     | Эудженио Реффи и Пьетро Джанчекки Федерико Микелони и Джанкарло Гиронци Джованни Вито Маркуччи и Пио Галасси | 1960 год—1961 год 1961 год 1961 год—1962 год                                                                                            |      |
|                                                               | Союз Советских Социалистических Республик | Союз Советских Социалистических Республик | Первый секретарь ЦК КПСС                                             | Никита Хрущёв                                                                                                | 1953 год—1964 год |      |
| Председатель Совета министров                                 | Союз Советских Социалистических Республик | Союз Советских Социалистических Республик | 1958 год—1964 год                                                    | Никита Хрущёв                                                                                                | |      |
| Председатель Президиума Верховного Совета СССР                | Союз Советских Социалистических Республик | Союз Советских Социалистических Республик | Леонид Брежнев                                                       | 1960 год—1964 год, 1977 год—1982 год                                                                         | |      |
|                                                               | Федеративная Республика Германии          | Федеративная Республика Германии          | Федеральный президент                                                | Генрих Любке                                                                                                 | 1959 год—1969 год |      |
| Федеральный канцлер                                           | Федеративная Республика Германии          | Федеративная Республика Германии          | Конрад Аденауэр                                                      | 1949 год—1963 год                                                                                            | |      |
|                                                               | Финляндия                                 | Финляндия                                 | Президент                                                            | Урхо Калева Кекконен                                                                                         | 1956 год—1982 год |      |
| Премьер-министр                                               | Финляндия                                 | Финляндия                                 | Виено Сукселайнен Мартти Миеттунен                                   | (1957 год, 1959 год—1961 год) (1961 год—1962 год, 1975 год—1977 год)                                         | |      |
|                                                               | Франция                                   | Франция                                   | Президент                                                            | Шарль де Голль                                                                                               | 1959 год—1969 год |      |
| Премьер-министр                                               | Франция                                   | Франция                                   | Мишель Дебре                                                         | 1959 год—1962 год                                                                                            | |      |
|                                                               | Чехословацкая Социалистическая Республика | Чехословацкая Социалистическая Республика | Президент                                                            | Антонин Новотный                                                                                             | 1957 год—1968 год |      |
| Генеральный секретарь ЦК Коммунистической партии Чехословакии | Чехословацкая Социалистическая Республика | Чехословацкая Социалистическая Республика | Антонин Новотный                                                     | 1953 год—1968 год                                                                                            | |      |
| Премьер-министр                                               | Чехословацкая Социалистическая Республика | Чехословацкая Социалистическая Республика | Вильям Широкий                                                       | 1953 год—1963 год                                                                                            | |      |
| Флаг Швейцарии                                                | Швейцария                                 | Швейцария                                 | Президент                                                            | Фридрих Трауготт Вален                                                                                       | 1961 год |      |
|                                                               | Швеция                                    | Швеция                                    | Король                                                               | Густав VI Адольф                                                                                             | 1950 год—1973 год |      |
| Премьер-министр                                               | Швеция                                    | Швеция                                    | Таге Фритьоф Эрландер                                                | 1946 год—1969 год                                                                                            | |      |
|                                                               | Югославия                                 | Югославия                                 | Генеральный секретарь Центрального Комитета                          | Иосип Броз Тито                                                                                              | 1945 год—1980 год |      |
| Президент                                                     | Югославия                                 | Югославия                                 | 1953 год—1980 год                                                    | Иосип Броз Тито                                                                                              | |      |
| Председатель Правительства                                    | Югославия                                 | Югославия                                 | 1945 год—1963 год                                                    | Иосип Броз Тито                                                                                              | |      |

## Океания
| Флаг                | Страна                             | Должность          | Имя                          | Начало и конец срока                 | Фото |
| ------------------- | ---------------------------------- | ------------------ | ---------------------------- | ------------------------------------ | ---- |
| Флаг Австралии      | Австралия                          | Королева           | Елизавета II                 | 1952 год—2022 год                    |      |
| Флаг Австралии      | Австралия                          | Генерал-губернатор | Уильям Моррисон Уильям Сидни | 1960 год—1961 год 1961 год—1965 год  |      |
| Флаг Австралии      | Австралия                          | Премьер-министр    | Роберт Мензис                | 1939 год—1941 год, 1949 год—1966 год |      |
| Флаг Новой Зеландии | Новая Зеландия                     | Королева           | Елизавета II                 | 1952 год—2022 год                    |      |
| Флаг Новой Зеландии | Новая Зеландия                     | Генерал-губернатор | Чарльз Джон Литтелтон        | 1957 год—1962 год                    |      |
| Флаг Новой Зеландии | Новая Зеландия                     | Премьер-министр    | Кит Холиок                   | 1957 год, 1960 год—1972 год          |      |
| Флаг Тонги          | Тонга (протекторат Великобритании) | Королева           | Салоте Тупоу III             | 1918 год—1965 год                    |      |
| Флаг Тонги          | Тонга (протекторат Великобритании) | Премьер            | Тауфа’ахау Тупоулахи         | 1949 год—1965 год                    |      |

## Северная и Центральная Америка
| Флаг                          | Страна                    | Должность        | Имя                                                   | Начало и конец срока                                    | Фото |
| ----------------------------- | ------------------------- | ---------------- | ----------------------------------------------------- | ------------------------------------------------------- | ---- |
|                               | Гаити                     | Президент        | Франсуа Дювалье                                       | 1957 год—1971 год                                       |      |
| Флаг Гватемалы                | Гватемала                 | Президент        | Хосе Мигель Идигорас Фуэнтес                          | 1958 год—1963 год                                       |      |
| Флаг Гондураса                | Гондурас                  | Президент        | Рамон Вильеда Моралес                                 | 1957 год—1963 год                                       |      |
| Флаг Доминиканской Республики | Доминиканская Республика  | Президент        | Хоакин Балагер                                        | 1960 год—1962 год, 1966 год—1978 год, 1986 год—1996 год |      |
|                               | Канада                    | Королева         | Елизавета II                                          | 1952 год—2022 год                                       |      |
| Генерал-губернатор            | Канада                    | Жорж Ванье       | 1959 год—1967 год                                     |                                                         |      |
| Премьер-министр               | Канада                    | Джон Дифенбейкер | 1957 год—1963 год                                     |                                                         |      |
|                               | Коста-Рика                | Президент        | Марио Эчанди Хименес                                  | 1958 год—1962 год                                       |      |
|                               | Куба                      | Президент        | Освальд Дортикос Торрадо                              | 1959 год—1976 год                                       |      |
| Премьер-министр               | Куба                      | Фидель Кастро    | 1959 год—2008 год                                     |                                                         |      |
|                               | Мексика                   | Президент        | Адольфо Лопес Матеос                                  | 1958 год—1964 год                                       |      |
|                               | Никарагуа                 | Президент        | Луис Сомоса Дебайле                                   | 1956 год—1963 год                                       |      |
|                               | Панама                    | Президент        | Роберто Чиари Ремон                                   | 1949 год, 1960 год—1964 год                             |      |
| Флаг Сальвадора               | Сальвадор                 | Президент        | Правительственная хунта Военно-гражданская директория | 1960 год—1961 год 1961 год—1962 год                     |      |
| Флаг США                      | Соединённые Штаты Америки | Президент        | Дуайт Дэвид Эйзенхауэр Джон Фицджералд Кеннеди        | 1953 год—1961 год 1961 год—1963 год                     |      |

## Южная Америка
| Флаг            | Страна    | Должность                                         | Имя                                                                             | Начало и конец срока                                                                                              | Фото |
| --------------- | --------- | ------------------------------------------------- | ------------------------------------------------------------------------------- | --- | ---- |
| Флаг Аргентины  | Аргентина | Президент                                         | Артуро Фрондиси                                                                 | 1958 год—1962 год                                                                                                 |      |
| Флаг Боливии    | Боливия   | Президент                                         | Виктор Пас Эстенссоро                                                           | 1952 год—1956 год, 1960 год—1964 год, 1985 год—1989 год                                                           |      |
|                 | Бразилия  | Президент                                         | Жуселину Кубичек де Оливейра Жаниу Куадруш Паскуал Мадзилли (и. о.) Жуан Гуларт | 1956 год—1961 год 1961 год (1961 год, 1964 год) 1961 год—1964 год                                                 |      |
| Премьер-министр | Бразилия  | Танкреду Невис                                    | 1961 год—1962 год                                                               | |      |
|                 | Венесуэла | Президент                                         | Ромуло Бетанкур                                                                 | 1945 год—1948 год, 1959 год—1964 год                                                                              |      |
| Флаг Колумбии   | Колумбия  | Президент                                         | Альберто Льерас Камарго                                                         | 1945 год—1946 год, 1958 год—1962 год                                                                              |      |
|                 | Парагвай  | Президент                                         | Альфредо Стресснер                                                              | 1954 год—1989 год                                                                                                 |      |
| Флаг Перу       | Перу      | Президент                                         | Мануэль Прадо-и-Угартече                                                        | 1939 год—1945 год, 1956 год—1962 год                                                                              |      |
| Флаг Перу       | Перу      | Председатель Совета министров                     | Педро Бельтран Эспантосо Карлос Морейра-и-Пас Сольдан                           | 1959 год—1961 год 1961 год—1962 год                                                                               |      |
| Флаг Уругвая    | Уругвай   | Президент Национального правительственного совета | Бенито Нардоне Эдуардо Виктор Аэдо                                              | 1960 год—1961 год 1961 год—1962 год                                                                               |      |
| Флаг Чили       | Чили      | Президент                                         | Хорхе Алессандри Родригес                                                       | 1958 год—1964 год                                                                                                 |      |
| Флаг Эквадора   | Эквадор   | Президент                                         | Хосе Мария Веласко Ибарра Карлос Хулио Аросемена Монрой                         | (1934 год—1935 год, 1944 год—1947 год, 1952 год—1956 год, 1960 год—1961 год, 1968 год—1972 год) 1961 год—1963 год |      |

## Комментарии
1. ↑  Шейх Кувейта с 1950 года.
2. ↑  26 октября 1961 года избран президентом на 7 лет, до 1968 года.
3. ↑  Передал пост в связи с выдвижением своей кандидатуры в президенты Турции.
4. ↑  Военный, генерал, член Военного комитета национального единства, заместитель премьер-министра. Исполнял обязанности в связи с баллотированием Д.Гюрселя в президенты. После отставки — сенатор. Скончался в 1989 году.
5. ↑  Президент Турции в 1938—1950. Лидер Народно-республиканской партии, набравшей большинство голосов на парламентских выборах 15 октября 1961 года.
6. ↑  Потерпел поражение на президентских выборах. Вернулся в родной город, в 1971 году был избран в Учредительное собрание, но вскоре скончался.
7. ↑  Преподаватель права, адвокат. Вице-президент с 1957 года. Одержал победу на президентских выборах 14 ноября 1961 года.
8. ↑  Премьер-министр автономии с 1959 года. До 3 ноября 1960 года официально именовался главой государства
9. ↑  Основатель и председатель националистической партии «Союз за национальный прогресс» (УПРОНА), которая в сентябре 1961 года одержала убедительную победу на всеобщих выборах. Назначен премьер-министром 9 сентября. Убит 13 октября 1961 года. Национальный герой Бурунди.
10. ↑  Зять короля Мвамбутсы IV, возглавил правительство после убийства Рвагасоре
11. ↑  Пост упразднен 21 февраля 1961 года.
12. ↑  На основе принятой 1 сентября 1961 года федеральной конституции объединились две части, сохранявшие самостоятельное правительственное администрирование — Восточный Камерун (бывшую франкоязычную Республику Камерун) и Западный Камерун (бывший англоязычный Южный Камерун).
13. ↑  Утверждён парламентом 26 июля по предложению президента Ж.Касавубу.
14. ↑  Пост упразднен 20 августа 1961 года.
15. ↑  Избран президентом 22 сентября 1960 года решением Чрезвычайного съезда партии Суданский союз.
16. ↑  Скончался 26 февраля 1961 года в Рабате в возрасте 51 года.
17. ↑  В результате референдума 25 сентября 1961 года монархия была упразднена. Бежавший в 1960 году в Конго Кигелм V результаты референдума не признал.
18. ↑  Временный президент до проведения референдума.
19. ↑  Основатель «Партии движения освобождения Хуту» («Пармехуту»), премьер-министр Руанды с 1960 года. После победы «Пармехуту» на выборах в сентябре 1961 года сменил строй на президентскую республику и занял пост главы государства 26 октября.
20. ↑  Получил медицинское образование в Великобритании, работал на родине санитарным инспектором. Основатель Народной партии, был министром, главным министром Исполнительного совета, с 1958 года — премьер-министр колонии.
21. ↑  Генерал-губернатор подмандатной территории Танганьика с 1958 года.
22. ↑  Сын вождя, школьный учитель, основатель партии Африканский национальный союз Танганьики (ТАНУ). Главный министр Танганьики с 1960 года.
23. ↑  Пост упразднён 12 апреля 1261 года.
24. ↑  Пост вакантен до 17 апреля 1961 года.
25. ↑  С 12 апреля 1961 по 30 декабря 1961 мулолве (король) Южного Касаи
26. ↑  Кабинет ушёл в отставку 21 апреля 1961 года.
27. ↑  Скончался 30 июля 1961 года.
28. ↑  Государственный Совет был создан в 1961 году в результате принятия поправки к Конституции 1952 года, заменив Президиум Великого национального собрания.
29. ↑  Правительство ушло в отставку 29 июня 1961 года.
30. ↑  Скончался в Канберре 3 февраля 1961 года.
31. ↑  Военный, майор, бывший государственный секретарь по вопросам авиации. Британский аристократ, барон, член палаты Лордов. Последний неавстралиец, занимавший пост генерал-губернатора.
32. ↑  Свергнута в ходе военного переворота 25 января 1961 года.
33. ↑  Избран президентом на выборах 8 ноября 1960 года, победив республиканца Ричарда Никсона
34. ↑  Вступил в должность президента Бразилии 31 января 1961 года. Подал в отставку 25 августа 1961 года в обстановке политического кризиса.
35. ↑  Временный президент после отставки Куадруша и до возвращения из поездки в Китай вице-президента Гуларта
36. ↑  Вице-президент, после отставки президент Куадруша и возвращения из-за границы 7 сентября 1961 года принял присягу президента
37. ↑  Отстранён от власти Конгрессом 3 ноября 1961 года, но не подчинился решению, после чего пост был объявлен вакантным. 11 ноября выслан в Аргентину. Вернулся к власти в 1968 году.
38. ↑  Был управляющим Учётного банка, министром обороны, вице-президентом в 1947 году. С 1960 года вновь вице-президент. 7 ноября 1961 года назначен Конгрессом на место смещённого Х. М. Веласко Ибарры.